# Sant Felip Neri de les Ferreres
Sant Felip Neri és una capella del municipi de Rellinars (Vallès Occidental) inclosa en l'Inventari del Patrimoni Arquitectònic de Catalunya.

## Descripció
És un edifici de planta rectangular i capçalera semicircular, amb coberta a dues vessants de teules àrabs amb el carener perpendicular a la façana principal. Tot al voltant, incipient voladís amb sanefes decoratives que a la façana principal, més pronunciat, es troba trencat al bell mig on s'aixeca un campanar d'espadanya d'una sola obertura i acabat en un coronament triangular, amb teuladet a dues aigües. Els murs són de paredat molt ben disposat i la façana principal, tota arrebossada, desenvolupa un tractament simulant carreus.
Hi ha pintures murals que encara s'hi conserven. Aquestes pintures murals dels voltants del 1811 descriuen la preparació de la batalla del Bruc i la resistència als francesos des de Manresa i sembla que foren pintades per un monjo cartoixà escapat de la confraria de Montalegre.
La porta és rectangular, emmarcada per grans pedres als brancals i llinda d'una sola peça. Cap a l'intradós de la porta hi ha una motllura arrodonida. Per la part exterior presenta un guardapols motllurat que acaba amb elements de forma piramidal.

## Història
La data que apareix a la llinda (1660), marca l'antiguitat. Després de la guerra civil, mentre es recuperava i restaurava la parròquia del poble, se celebraven actes litúrgics.